# Агонсильо, Фелипе

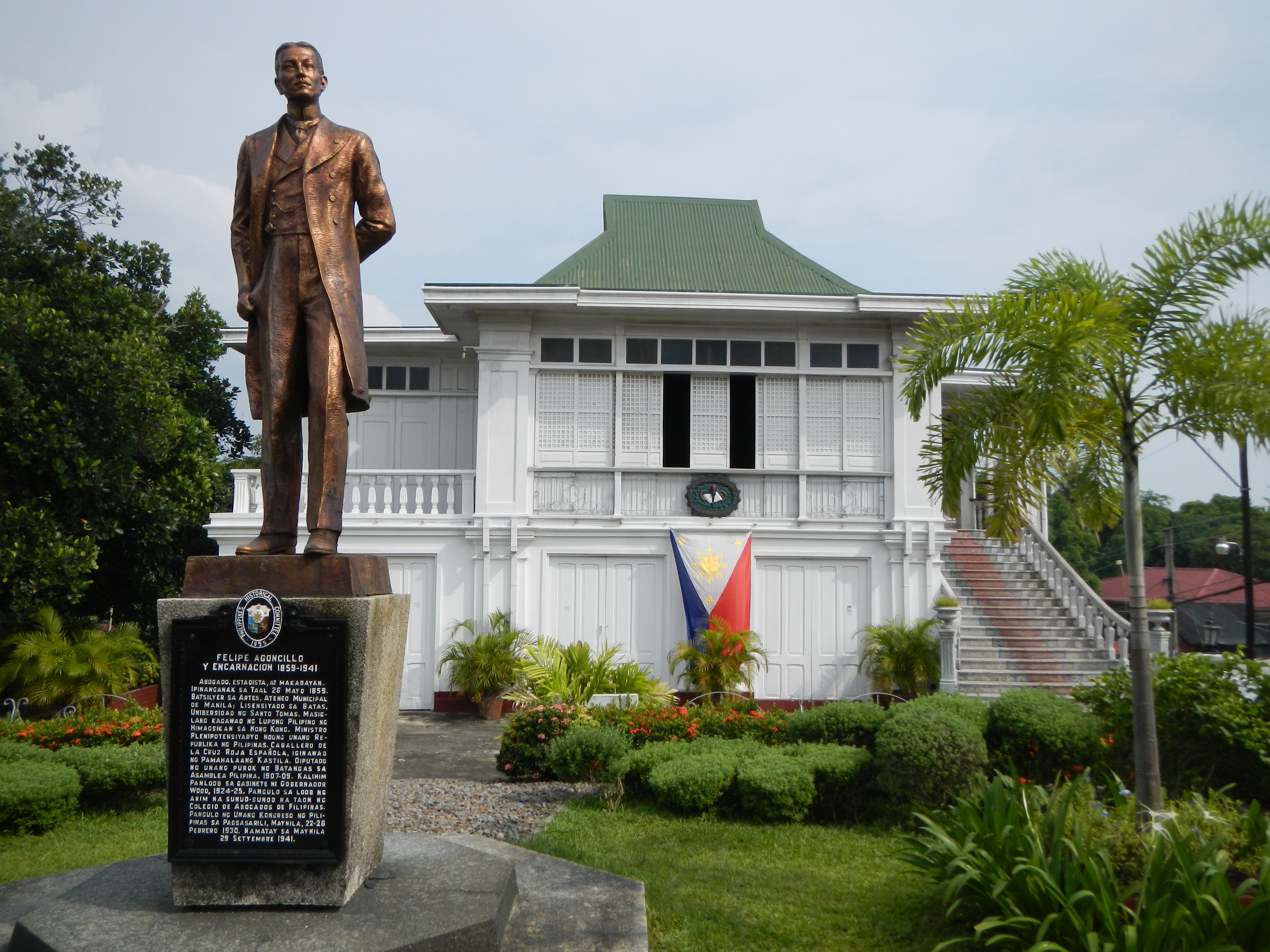
Памятник Фелипе Агонсильо

Фелипе Агонсильо (исп. Felipe Agoncillo; 26 мая 1859, Батангас Лусон, Генерал-капитанство Филиппины — 29 сентября 1941, Манила) — филиппинский политик, государственный деятель, адвокат, первый филиппинский дипломат. Министр внутренних дел Филиппин. Внёс большой вклад в историю Филиппин, ведя переговоры с зарубежными странами по обеспечению независимости страны.

## Биография
Изучал право в Муниципальном университете Атенео (ныне Университет Атенео-де-Манила). Позже до 1879 г. продолжил обучение в Папском и королевском университете Святого Фомы (Католическом университете Филиппин) в Маниле.
Был сторонником независимости Филиппин, революционером, который за критику испанского колониального режима в 1895 году до начала Филиппинской революции был вынужден покинуть страну. Сначала он отправился в Японию, затем поселился в Гонконге с другими филиппинскими изгнанниками. Его жена Марсела со своими детьми последовала за мужем.
В декабре 1896 года был в числе организаторов Филиппинского революционного комитета. В апреле 1898 года вместе с Эмилио Агинальдо основал Гонконгский комитет из ссыльных филиппинцев, целью которого была поддержка Филиппинской революции (1896—1898) и борьбы за независимость Первой Филиппинской республики во время филиппинско-американской войны (1899—1902).
После начала испано-американской войны Агонсильо был участником переговоров в Париже, которые завершились заключением Парижского мирного договора (1898)
После начала филиппинско-американской войны вернулся в Гонконг через Канаду.
Во время войны информировал мировую общественность о войне на Филиппинах. После окончания войны вернулся на родину и был избран членом Палаты представителей Филиппинской ассамблеи (1907). До 1916 года оставался активным её членом.
В 1923 году был назначен министром внутренних дел Филиппин.